# آنا رومرو
آنا رومرو (انگلیسی: Ana Romero؛ زادهٔ ۱۴ ژوئن ۱۹۸۷) بازیکن فوتبال اهل اسپانیا معروف به ویلی، یک فوتبالیست بازنشسته اسپانیایی است که در پست هافبک بازی می‌کرد. او قبلاً به نمایندگی از چندین تیم در لیگ برتر فوتبال زنان اسپانیا، از جمله والنسیا CF،  بارسلونا، سویا، اسپانیول فمنینو بازی کرده‌است.
وی همچنین در تیم ملی فوتبال زنان اسپانیا بازی کرده‌است.

## بازی باشگاهی
رومرو در تابستان ۲۰۱۳ تیم اسپانیول را به مقصد باشگاه بارسلون ترک کرد.وی پس از انتقال به والنسیا، در ژوئیه ۲۰۱۶ با آژاکس قرارداد امضا کرد.

## فعالیت بین‌المللی
وی یکی از اعضای تیم ملی فوتبال زنان اسپانیا است.و برنده مسابقات قهرمانی اروپا در سال ۲۰۰۴ در رده سنی زیر ۱۹ است.

## زندگی شخصی
او به عنوان یک لزبین آشکارسازی کرده‌است و با مرل ون دونگن در رابطه است.